# Junji Nishizawa
Junji Nishizawa (født 10. maj 1974) er en tidligere japansk fodboldspiller.
Han har spillet for flere forskellige klubber i sin karriere, herunder Verdy Kawasaki og Consadole Sapporo.